# تپه فرودگاه ۱
تپه فرودگاه ۱ مربوط به عصر آهن ۲ - دوره اشکانیان است و در شهرستان کوهدشت، بخش طرهان، ۱/۱ کیلومتری جنوب غرب گراب واقع شده و این اثر در تاریخ ۲۸ اسفند ۱۳۸۵ با شمارهٔ ثبت ۱۸۲۹۹ به‌عنوان یکی از آثار ملی ایران به ثبت رسیده است.